# Progeryon mus
Progeryon mus är en kräftdjursart som beskrevs av Ng och Danièle Guinot 1999. Progeryon mus ingår i släktet Progeryon och familjen Geryonidae. Inga underarter finns listade i Catalogue of Life.